# الگوی ملکولی وابسته به آسیب
الگوهای ملکولی وابسته به آسیب (انگلیسی: Damage-associated molecular patterns) یا به اختصار «DAMPs» که با نام‌های «الگوهای ملکولی وابسته به خطر»، «سیگنال‌های خطر» و «آلارمین» (Alarmin) هم شناخته می‌شوند، بیوملکول‌هایی هستند که قادرند در بدن میزبان، یک پاسخ غیرعفونی التهابی را برانگیزند؛ بر خلافِ الگوی ملکولی وابسته به پاتوژن که یک پاسخ عفونی التهابی است. یک زیرگروه از این بیوملکول‌ها، پروتئین‌های هسته و سیتوپلاسم هستند. هنگامی که این الگوها، به‌دنبال عفونت یا آسیب بافتی، به بیرون سلول ترشح شوند یا در سطح آن پدیدار شوند، در واقع، از یک محیط معمولی احیاکننده، به یک محیط اکسیده‌کننده منتقل می‌شوند که منجر به دناتوره‌شدن‌شان می‌شود.
همچنین به‌دنبال نکروز سلول (نوعی مرگ سلولی)، دی‌ان‌ای تومورها به خارج هستهٔ سلول و بیرونِ یاخته آمده و مبدل به یک DAMP می‌شود.